# Salzburger Festspiele

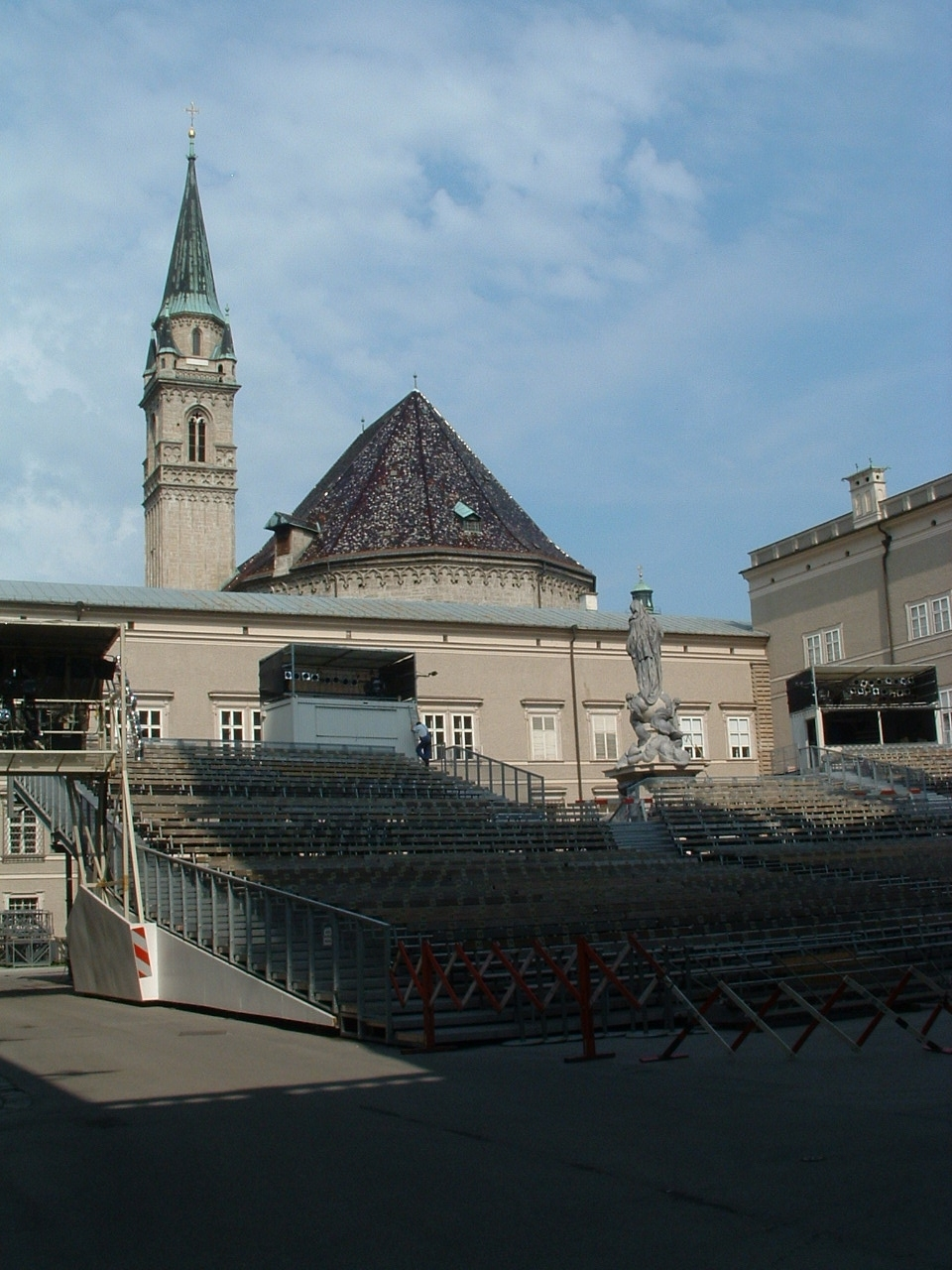
De tribunes op de Domplatz

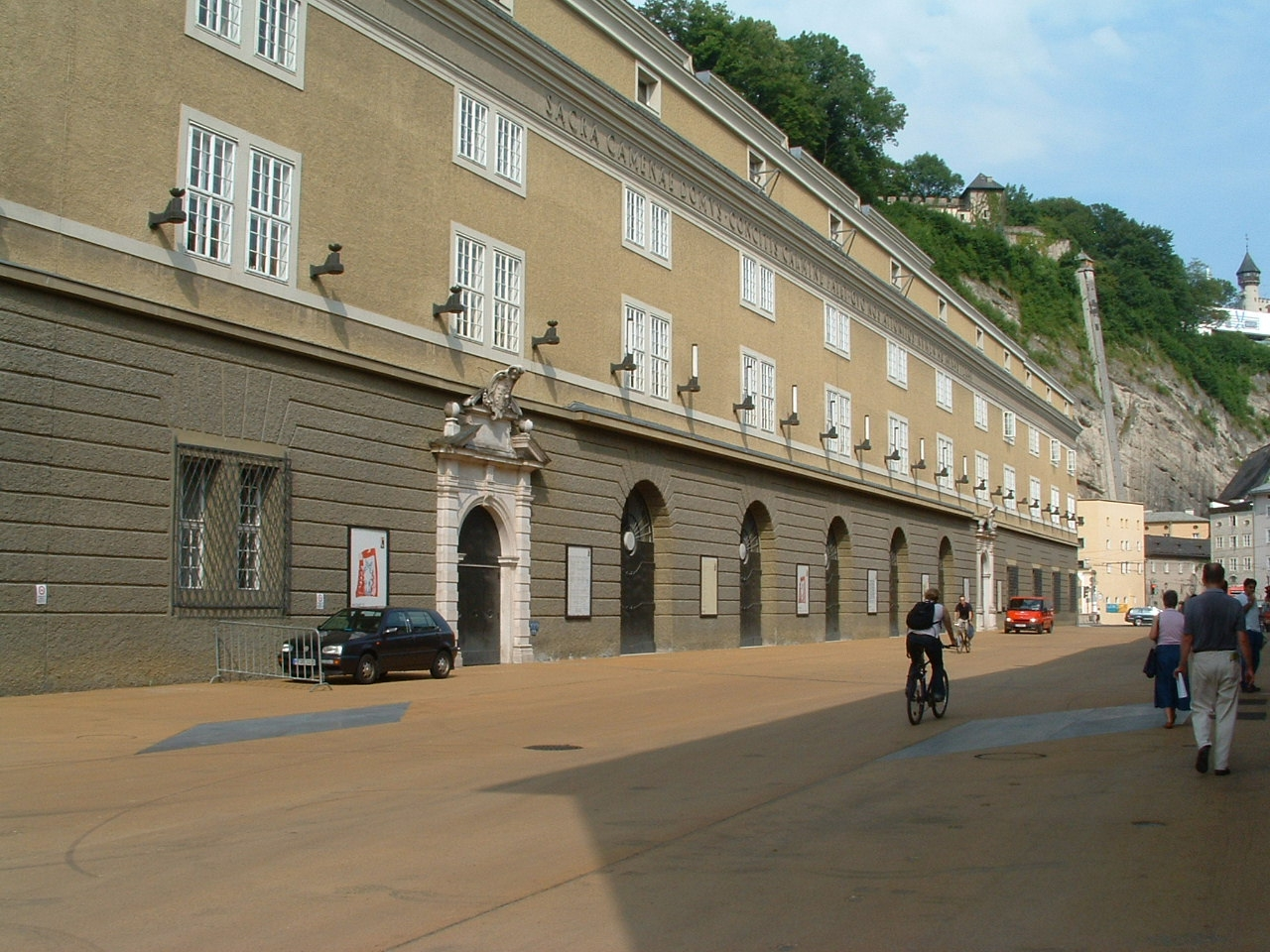
Großes Festspielhaus

De  Salzburger Festspiele is een festival van muziek en drama dat jaarlijks gehouden wordt in Salzburg (Oostenrijk), de geboorteplaats van Wolfgang Amadeus Mozart. Het wordt elke zomer, vanaf eind juli, gehouden. Sinds 1967 worden er ook Salzburger Osterfestspiele gehouden, op initiatief van Herbert von Karajan. Deze worden verzorgd door een aparte organisatie.
Het zomerfestival werd voor de eerste keer gehouden in 1877. In 1910 werd de uitvoering ervan voor een periode van 8 jaar gestaakt. Aan het einde van de Eerste Wereldoorlog in 1918 werd het festival opnieuw gestart door een vijftal personen die heden ten dage worden beschouwd als de oprichters: schrijver en dichter Hugo von Hofmannsthal, componist Richard Strauss, directeur van het Salzburg Stadstheater Max Reinhardt, decorontwerper Alfred Roller en dirigent Franz Schalk. Het festival werd officieel geopend op 22 augustus 1920 met de uitvoering van Hofmannsthals stuk Jedermann. De uitvoering daarvan is een jaarlijkse traditie geworden.
In 1926 werden de stallen van de Aartsbisschop, de Felsenreitschule, omgebouwd tot operatheater, het Salzburger Festspielhaus. Het festival heeft zich een positie verworven voor wat betreft de premières van opera's, toneelvoorstellingen en concerten, terwijl het muzikaal repertoire zich concentreert rond Mozart en Strauss, maar ook andere werken zoals Verdi's Falstaff en Beethovens Fidelio zijn uitgevoerd.
De jaren van 1934 tot 1937 vertegenwoordigden een gouden periode voor het festival, toen de beroemde dirigenten Toscanini en Bruno Walter veel uitvoeringen verzorgden. In 1936 werd een uitvoering verzorgd door de Trapp Family Singers, wier verhaal later leidde tot de musical en film The Sound of Music. Het optreden is in deze film ook te zien. In 1937 voerde Boyd Neel en zijn orkest de première uit van Benjamin Brittens Variations on a Theme of Frank Bridge. 
Het festival leed aanzienlijk onder de Anschluss, de annexatie van Oostenrijk door Duitsland in 1938, en in 1943 werd het tijdelijk gestaakt. Aan het einde van de Tweede Wereldoorlog, na de overwinning van de geallieerden, openden de Salzburger Festspiele weer de deuren. Dirigent Herbert von Karajan drukte in de naoorlogse periode een groot stempel op de Festspiele.
In 2006 vierden de Festspiele de 250e verjaardag van de geboorte van Mozart met uitvoeringen van al zijn tweeëntwintig opera's (inclusief twee onvoltooide werken), die alle verfilmd zijn.